# ساوت ران (ویرجینیا)
ساوت ران (به انگلیسی: South Run) یک منطقهٔ مسکونی در ایالات متحده آمریکا است که در شهرستان فرفکس، ویرجینیا واقع شده‌است. ساوت ران ۶٫۷۳ کیلومتر مربع مساحت و ۶٬۳۸۹ نفر جمعیت دارد و ۹۱٫۴۴ متر بالاتر از سطح دریا واقع شده‌است.